# Girolamo Doria
Girolamo Doria (Veneza, 1495 - Gênova, 25 de março de 1558) foi um cardeal do século XVII.

## Biografia
Nasceu em Génova em 1495. Filho do príncipe Andrea Doria. Seu primeiro nome também está listado como Gerolamo; e seu sobrenome como D'Oria. Outros cardeais da família foram Giovanni Doria (1604); Sinibaldo Doria (1731); Giorgio Doria] (1743); Giuseppe Maria Doria Pamphilj (1785); Antonio Maria Doria Pamphilj (1785); e Giorgio Doria Pamfilj Landi (1816). Casou-se com Luísa Spinola; eles tiveram vários filhos; sua esposa morreu e mais tarde ele ingressou no estado eclesiástico. Clérigo de Gênova.
Criado cardeal diácono no consistório de janeiro de 1529; recebeu o chapéu vermelho e o título de S. Tommaso em Parione, em 15 de novembro de 1529. Assistiu à coroação do Sacro Imperador Romano Carlos V em 1530, em Bolonha, pelo Papa Clemente VII.
Administrador da Sé de Elne, 12 de janeiro de 1530 até 2 de outubro de 1532. Administrador da Sé de Huesca y Jaca, 2 de outubro de 1532 até 8 de maio de 1533. Administrador da Sé Metropolitana de Tarragona, 8 de maio de 1533. Administrador da sé de Noli, de 13 de abril de 1534 até 25 de fevereiro de 1549. Participou do conclave de 1534, que elegeu o Papa Paulo III. Administrador da sé de Nebbio, de 15 de novembro de 1536 até 28 de junho de 1538. Participou do conclave de 1549-1550, que elegeu o Papa Júlio III. Participou do conclave de abril de 1555, que elegeu o Papa Marcelo II. Participou do conclave de maio de 1555, que elegeu o Papa Paulo IV. Optou pelo título de S. Maria no PórticoOtávia , 29 de maio de 1555. Morreu em Gênova em 25 de março de 1558. Sepultado na igreja agostiniana de S. Maria della Cella, fora da Porta S. Tommaso, no túmulo dos seus antepassados